# São José do Divino (Minas Gerais)
São José do Divino is een gemeente in de Braziliaanse deelstaat Minas Gerais. De gemeente telt 3.881 inwoners (schatting 2009).

## Aangrenzende gemeenten
De gemeente grenst aan Itabirinha, Nova Módica en São Félix de Minas.